# Westensee (Schiff)
Die Westensee ist ein Fahrzeug zur Öl- und Schadstoffbekämpfung. Eigner ist das Wasserstraßen-  und Schifffahrtsamt Weser-Jade-Nordsee. Bereedert wird es von der Bugsier-, Reederei- und Bergungsgesellschaft (Niederlassung Bremerhaven).
Das Fahrzeug wurde auf der Werft Nobiskrug in Rendsburg gebaut. Die Kiellegung fand am 12. Februar 1984, der Stapellauf im Juni 1984 statt. Im Juni wurde das Fahrzeug auch fertiggestellt.
Die Westensee ist ein schwimmender Öldeich. Das Fahrzeug verfügt über keinen eigenen Antrieb und muss im Einsatz von einem Schlepper geschoben werden, wodurch das System in seiner Mobilität eingeschränkt ist.
Durch den im Einsatz entstehenden Staudruck an der 15 m breiten Rampe zwischen den beiden Rumpfteilen strömt das Öl in den Ölsumpf, von wo aus es in die Tanks, die über eine Gesamtkapazität von 1.960 m³ verfügen (150 m³ Ölsumpf, 2 × 560 m³ Setztanks, 2 × 345 m³ Sammeltank), gepumpt werden kann.
Um die Entstehung eines Wirbels zu verhindern, der Öl unter den Rumpf leiten würde, befindet sich vor der Rampe ein Vorwehr. Der Wirkungsgrad des Systems nimmt mit steigenden Wellenhöhen deutlich ab, da dann die Rampe mit Wasser überspült wird und zusätzliches Wasser in den Ölsumpf gelangt. Schon bei einer Wellenhöhe von 2 m sinkt der Wirkungsgrad des Systems auf ca. 65 Prozent, während bei ruhigem Wasser bis zu 90 Prozent des Öls von der Wasseroberfläche abgeschöpft werden kann.
Eingesetzt wird die Westensee vom Havariekommando in Cuxhaven. Im Rahmen von internationalen Übereinkommen wie dem Übereinkommen zur Zusammenarbeit bei der Bekämpfung der Verschmutzung der Nordsee durch Öl und andere Schadstoffe (Bonn-Agreement) bzw. dem Übereinkommen zum Schutz der Meeresumwelt des Ostseegebietes (HELCOM) kann das Fahrzeug bei Öl- oder Schadstoffunfällen zudem von anderen Staaten angefordert werden.
Benannt ist das Fahrzeug nach dem gleichnamigen See in Schleswig-Holstein.